# Max Kunz
Pour les articles homonymes, voir Kunz.
Max Kunz, né le 25 juin 1929, à Groppenheim et mort le 30 juillet 2024, est un homme politique allemand de la CSU.

## Biographie
Kunz est ingénieur agronome et administrateur. Il rejoint la CDU en 1958, mais passe à la CSU en 1964. Il est député du Bundestag de 1972 à 1990. Kunz est toujours élu directement dans la circonscription de Weiden (de). Il est membre de la fraternité catholique Isaria Freising.